# Heligmonevra nigrostriata
Heligmonevra nigrostriata är en tvåvingeart som beskrevs av Engel 1930. Heligmonevra nigrostriata ingår i släktet Heligmonevra och familjen rovflugor. Inga underarter finns listade i Catalogue of Life.